# 阿部清人
阿部 清人（あべ きよと、1963年8月13日 - ）はサイエンスショーの講師。防災士。アナウンサー。宮城県石巻市出身。東北福祉大学卒業。仙台市泉区のコミュニティ放送局である、せんだい泉エフエム放送元取締役事業部長。2016年に独立し、株式会社MCラボ代表取締役。

## 人物
2001年に福島県須賀川市で開催されたJAPANエキスポうつくしま未来博覧会において、「東北電力・東京電力共同パビリオン」内のサイエンスステージで、サイエンスプロデューサーの米村でんじろうの監修、チャーリー西村の指導によるサイエンスショー、ワークショップを行った。期間終了後、自身の習得・開発した科学実験を加え、東北地方を中心にサイエンスインストラクターとしての活動を本格化させた。2011年の東日本大震災後、防災士の資格を活かして、防災の科学実験を用いて東日本大震災の教訓を伝える「防災」と「サイエンス」をかけて名づけた「防災エンスショー」を企画した。新しい防災教育の手法として、全国各地で講演を行っている。2011年から仙台市社会教育委員を務めた。2018年仙台市長から教育分野での特別功労者表彰を受けた。

## 主な出演番組
- 夕刊アクティブサンデー（fmいずみ）
- 特選ベガルタ情報（fmいずみ）
- まちこの人（fmいずみ）
- ドリーミングトーク（fmいずみ）
- ワンダーランド（東北7県　テレビ朝日系）
- E!気分（東北７県　日本テレビ系）
- 情報テラス（NHK総合）
- 防災特番宮城県沖地震から30年（NHK第1ラジオ）
- ４時もシブ５時（NHK総合全国放送）
- イチゲンさん（テレビ東京）
- 突撃ナマイキテレビ（東日本放送）
- OH！バンデス（ミヤギテレビ）

## 主な著書
- 災害時要援護者支援マニュアル（共著）
- ふれあい体験アクティビティ集（共著）